# Personas Sexuais
Personas Sexuais: Arte e Decadência de Nerfetiti a Emily Dickinson (em inglês: Sexual Personae: Art and Decadence from Nefertiti to Emily Dickinson) é uma obra de 1990 sobre decadência sexual na literatura ocidental e nas artes visuais da acadêmica Camille Paglia, na qual ela aborda grandes artistas e escritores como Donatello, Sandro Botticelli, Leonardo da Vinci, Edmund Spenser, William Shakespeare, Johann Wolfgang von Goethe, Samuel Taylor Coleridge, Lord Byron, Emily Brontë, e Oscar Wilde. Seguindo Friedrich Nietzsche, Paglia argumenta que o conflito primário na cultura ocidental é entre as forças binárias do apolíneo e do dionisíaco, sendo Apolo associado à ordem, simetria, cultura, racionalidade, e céu, e Dioniso à desordem, caos, natureza, emoção, e terra. O livro se tornou um best-seller e foi elogiado por vários críticos literários, embora também tenha recebido críticas de vários acadêmicos feministas.

## Plano de fundo
A intenção era não agradar a ninguém e ofender a todos.

– Camille Paglia
A descoberta de O Segundo Sexo, de Simone de Beauvoir, em 1963, inspirou Paglia a escrever um livro de escopo maior. Personas Sexuais começou a tomar forma em ensaios que Paglia escreveu na faculdade entre 1964 e 1968. O título foi inspirado no filme Persona, de Ingmar Bergman, que Paglia viu em seu lançamento americano em 1968. O livro foi concluído em 1981, mas foi rejeitado por sete grandes editoras de Nova York antes de ser lançado pela Yale University Press em 1990. Paglia credita à editora Ellen Graham a garantia da decisão de Yale de publicar o livro. O prefácio original de Personas Sexuais foi removido por sugestão dos editores de Yale devido à extensão extrema do livro, mas foi publicado mais tarde na coletânea de ensaios de Paglia Sex, Art, and American Culture (1992).
Paglia descreve o método de Personas Sexuais como psicanalítico e reconhece uma dívida com Sigmund Freud e Carl Jung. Suas outras grandes influências foram The Golden Bough (1890) de Sir James George Frazer, Prolegomena to the Study of Greek Religion (1903) de Jane Harrison, The Decline of the West (1918) de Oswald Spengler, Women in Love (1920) de D. H. Lawrence, Thalassa (1924) de Sándor Ferenczi, as obras dos críticos literários G. Wilson Knight e Harold Bloom, The Great Mother (1955)  e The Origins and History of Consciousness (1949) de Erich Neumann, The Nude (1956) de Kenneth Clark, The Poetics of Space (1958) de Gaston Bachelard, Life Against Death (1959) e Love's Body (1966) de Norman O. Brown, e Love and Death in the American Novel (1960) de Leslie Fiedler. Paglia também reconhece a astrologia como uma influência.
Paglia disse sobre o livro: "Ele foi pensado para não agradar a ninguém e ofender a todos. Todo o processo do livro foi descobrir os elementos reprimidos da cultura contemporânea, sejam eles quais forem, e palpá-los. Uma das principais premissas era demonstrar que a pornografia está em toda parte na arte principal. A história da arte como escrita é completamente livre de sexo, repressiva e puritana. Quero precisão e conhecimento histórico, mas, ao mesmo tempo, tento destruí-la com intensidade pornográfica."

## Resumo

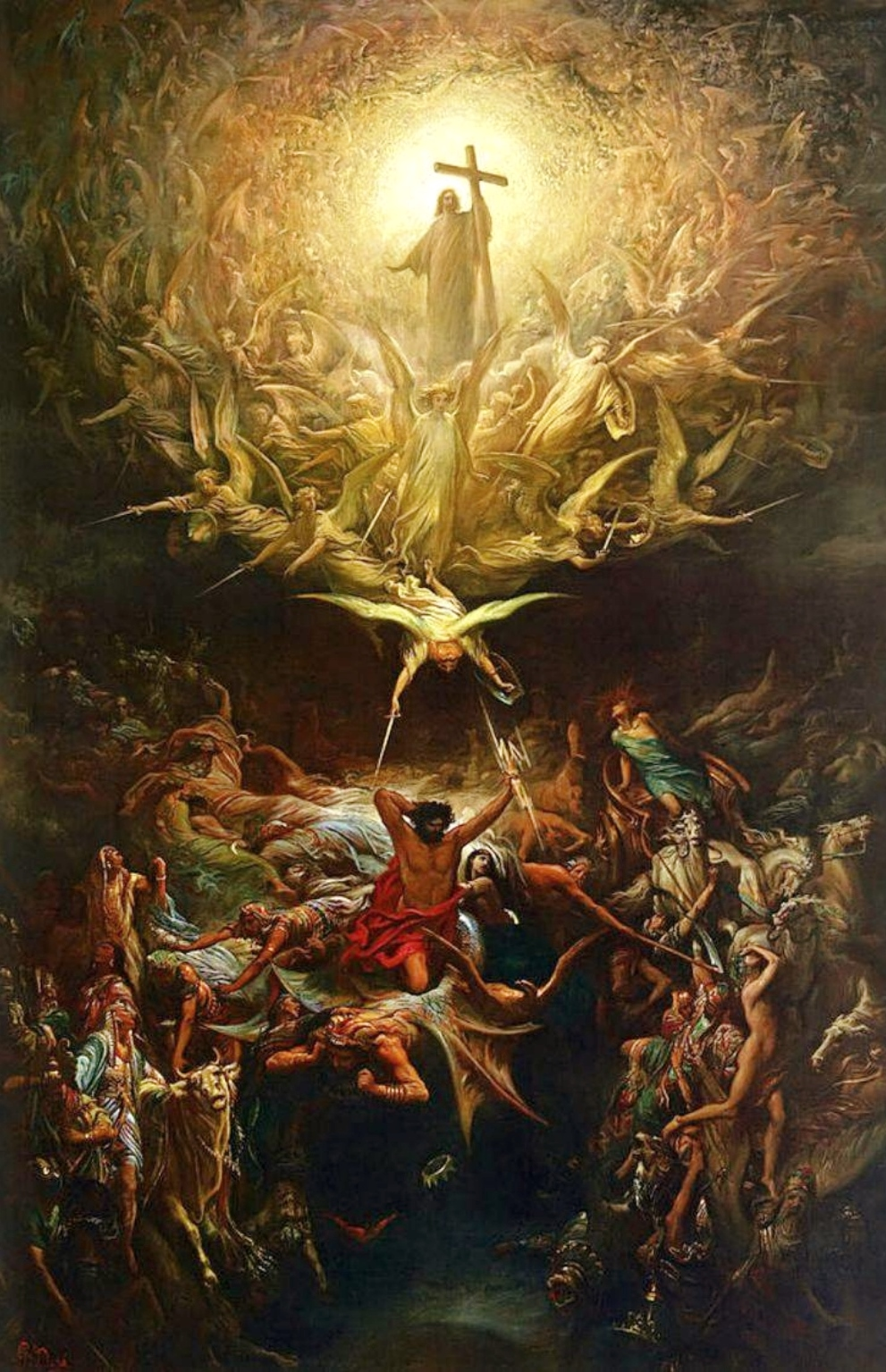
O Triunfo do Christianismo sobre o Paganismo (1868) por Gustave Doré. Em Personas Sexuais, Paglia argumenta que o cristianismo nunca realmente derrotou o paganismo.

Paglia busca demonstrar "a unidade e a continuidade da cultura ocidental". Aceitando a tradição ocidental canônica, ela "rejeita a ideia modernista de que a cultura entrou em colapso em fragmentos sem sentido". Paglia argumenta que o cristianismo não destruiu o paganismo, que floresce na arte, no erotismo, na astrologia, e na cultura popular. Ela examina a antiguidade, o Renascimento, e o Romantismo do final do século XVIII até 1900, argumentando que "o Romantismo se transforma quase imediatamente em Decadência". Ela acredita que "a imoralidade, a agressão, o sadismo, o voyeurismo, e a pornografia na grande arte foram ignorados ou encobertos pela maioria dos críticos acadêmicos" e que sexo e natureza são "forças pagãs brutais". Ela também enfatiza a verdade nos estereótipos sexuais e a base biológica da diferença sexual, observando que sua postura "certamente causará controvérsia". Paglia vê a mãe como uma força avassaladora que condena os homens à ansiedade sexual ao longo da vida, da qual eles escapam fugazmente por meio do racionalismo e da realização física.
Retratando a cultura ocidental como uma luta entre a religião fálica do céu ("Culto do Céu"), de um lado, e a religião ctônica da terra ("Culto da Terra"), de outro, Paglia se baseia na polaridade greco-romana entre o apolíneo e o dionisíaco. Ela associa Apolo com ordem, estrutura e simetria, e Dioniso com caos, desordem e natureza. Ela analisa literatura e arte com a premissa de que o conflito primário na cultura ocidental sempre foi entre essas forças. Em sua visão, os principais padrões de continuidade na cultura ocidental se originam no paganismo. Outras fontes de continuidade incluem androginia, sadismo e o agressivo "olho ocidental", que busca refinar e dominar a hostilidade incessante da natureza e criou nossa arte e cinema. Paglia critica as feministas por sentimentalismo ou pensamento positivo sobre as causas do estupro, violência, e relações precárias entre os sexos.

Ela argumenta com destaque sobre o papel vital que o patriarcado desempenhou no desenvolvimento civilizacional, até mesmo observando que "Atenas se tornou grande não apesar, mas por causa de sua misoginia". Em uma de suas passagens mais controversas, ela fundamenta essa afirmação no que efetivamente equivale à hipótese da variabilidade na psicologia evolucionista:
Assassinato em série ou sexual, como fetichismo, é uma perversão da inteligência masculina. É uma abstração criminosa, masculina em seu egoísmo e ordem descontrolados. É o equivalente associal da filosofia, matemática e música. Não há Mozart feminino porque não há Jack, o Estripador feminino.
Mas já com um tom mais conflituoso, outra de suas principais explicações para essa assimetria diz: 
A conspiração masculina não pode explicar todos os fracassos femininos. Estou convencida de que, mesmo sem restrições, ainda não haveria nenhuma Pascal, Milton ou Kant feminina. O gênio não é controlado por obstáculos sociais: ele superará. O egoísmo dos homens, tão repugnante nos sem talento, é a fonte de sua grandeza como sexo. [ênfase adicionada] [...] Mesmo agora, com todas as vocações abertas, maravilho-me com a raridade da mulher movida pela obsessão artística ou intelectual, essa perturbação automutilante das relações sociais que, nas suas formas alternadas de crime e ideação, é a desgraça e a glória da espécie humana.
As "personas sexuais" do título de Paglia incluem a vampira (Medusa, Lauren Bacall); a pitonisa (o Oráculo de Delfos, Gracie Allen); o belo garoto (Antínoo de Adriano, Dorian Gray); o homem epiceno de beleza (Byron, Elvis Presley); e a heroína masculina (o sofredor passivo; por exemplo, os velhos na poesia de William Wordsworth). Os escritores que Paglia discute incluem Spenser, Shakespeare, Jean-Jacques Rousseau, o Marquês de Sade, Goethe, William Blake, Wordsworth, Coleridge, Byron, Percy Bysshe Shelley, John Keats, Honoré de Balzac, Théophile Gautier, Charles Baudelaire, Joris-Karl Huysmans, Brontë, Algernon Charles Swinburne, Walter Pater, Oscar Wilde, Edgar Allan Poe, Nathaniel Hawthorne, Herman Melville, Ralph Waldo Emerson, Walt Whitman, Henry James, e Emily Dickinson. As obras de literatura que Paglia analisa incluem The Faerie Queene de Spenser, As You Like It   e Antony and Cleopatra de Shakespeare, Wilhelm Meister's Apprenticeship de Goethe, Rime of the Ancient Mariner de Coleridge, Don Juan de Byron, Wuthering Heights de Brontë, e The Importance of Being Earnest e The Picture of Dorian Gray de Wilde.
As obras de arte às quais Paglia aplica sua análise do cânone ocidental incluem a Vênus de Willendorf, o Busto de Nefertiti, a escultura grega antiga, o David de Donatello, o Nascimento de Vênus e Primavera de Botticelli, a Mona Lisa de Da Vinci e A Virgem e o Menino com Santa Ana. Paglia questiona a definição de carisma do sociólogo Max Weber, segundo a qual ele deve ser manifestado em feitos heróicos ou milagres, escrevendo que ela vê o carisma como "a aura numinosa em torno de uma personalidade narcisista" e "o brilho produzido pela interação de elementos masculinos e femininos em uma personalidade talentosa", em vez de algo dependente de "atos ou efeitos externos".

## Recepção

### Respostas feministas
Personas Sexuais recebeu críticas de vários acadêmicos feministas. Robin Ann Sheets escreveu que Paglia "assume uma postura profundamente antifeminista". Molly Ivins escreveu uma crítica de Personas Sexuais, acusando Paglia de imprecisão histórica, egocentrismo e escrita em generalizações abrangentes. Teresa Ebert denunciou o livro como "profundamente misógino e rancoroso" na Women's Review of Books, escrevendo que Paglia usa uma base biológica para "justificar a dominação masculina, a violência e a superioridade na cultura ocidental". A professora de inglês Sandra Gilbert descreveu Personas Sexuais como "marcadamente monomaníaco ... inchado, repetitivo" e "estranhamente escrito", acrescentando que é "tão 'essencialista' que supera até mesmo Freud". Gilbert acusou Paglia de "homofobia vulgar" e disse que ela merecia "desprezo moral" e "odeia o liberalismo, o igualitarismo, o feminismo e a Mãe Natureza". Martha Duffy escreveu que o livro tinha uma "mensagem cultural neoconservadora" que foi bem recebida, mas rejeitada por muitas feministas.  Beth Loffreda censurou Paglia, escrevendo: "Ela ganha a maior parte de sua publicidade proclamando em alto e bom som que todos estão errados nas questões delicadas de gênero, sexualidade e estupro." Ela concluiu: "A dela é uma sedução de respostas simples, de narrativas claras, de motivações e ações atribuídas unicamente a uma origem biológica—um lugar despojado das ambiguidades complexas, das interações complexas do eu, da pele, do grupo e das instituições que compõem a vida cotidiana." A crítica Mary Rose Kasraie escreveu: "Paglia não dá nenhuma indicação de que tenha lido quaisquer estudos relacionados a mulheres, ou estudos recentes sobre imaginação, natureza e cultura" e tinha "lacunas terríveis em sua cobertura". Kasraie chamou o trabalho de "distraidamente antiacadêmico" e "um chafurdar não acadêmico na natureza ctônica sadomasoquista sadiana".
Judy Simons criticou a "agenda política potencialmente sinistra" de Paglia e condenou sua "prestidigitação intelectual". Germaine Greer escreveu que os insights de Paglia sobre Safo são "vívidos e extremamente perceptivos", mas também "infelizmente inconsistentes e amplamente incompatíveis entre si". A professora Alison Booth chamou Personas Sexuais de uma "cosmogonia antifeminista". A estudiosa literária Marianne Noble escreveu que Paglia interpretou mal o sadomasoquismo na poesia de Dickinson, que "a crença absoluta de Paglia no determinismo biológico a leva a pronunciamentos sobre a natureza feminina que não são apenas detestáveis, mas perigosos, porque rotineiramente recebem grande atenção na cultura contemporânea em geral", e que Paglia "tira conclusões sociais terríveis".
Maya Oppenheim, do The Independent, chamou Personas Sexuais de uma "obra feminista seminal". Paglia escreveu em Free Women, Free Men (2017) que "feministas acadêmicas e do establishment" fizeram "ataques cruéis" ao livro, na maioria dos casos sem lê-lo, e que esses ataques permanecerão como "uma acusação ao lamentável processo pelo qual movimentos políticos importantes podem minar a si mesmos por meio do isolamento cego de seus grupos dominantes".

### Respostas gerais
A crítica Helen Vendler deu uma crítica negativa a Personas Sexuais no The New York Review of Books, escrevendo que, embora Paglia pudesse ser "esclarecedora e divertida" ao lidar com um assunto agradável a ela, ela falhou em suas discussões sobre assuntos que exigiam mais do que apreciação de imagens e histórias. Em resposta a uma carta de protesto de Paglia, Vendler negou que Personas Sexuais contivesse crítica de poesia. O crítico Terry Teachout, no The New York Times, chamou Personas Sexuais de falho, mas "tão intelectualmente estimulante quanto exasperante". O romancista Anthony Burgess chamou Personas Sexuais de um "livro bom e perturbador. Ele busca atacar as emoções do leitor, bem como seus preconceitos. É muito erudito. Cada frase espeta como uma agulha." Harold Bloom escreveu: "Personas Sexuais será uma enorme sensação de livro, em todos os melhores sentidos de 'sensação'. Não há livro comparável em escopo, postura, design ou percepção. Ela nos obriga a repensar a questão da representação literária da sexualidade humana." Em The American Religion (1992), Bloom chamou-a de "obra-prima" e creditou a Paglia uma "definição sexual astuta e alarmante de carisma", embora também tenha escrito que sua "poderosa reducionismo sexual ... necessariamente produz distorções quando aplicada à personalidade de qualquer profeta, seja quem for."

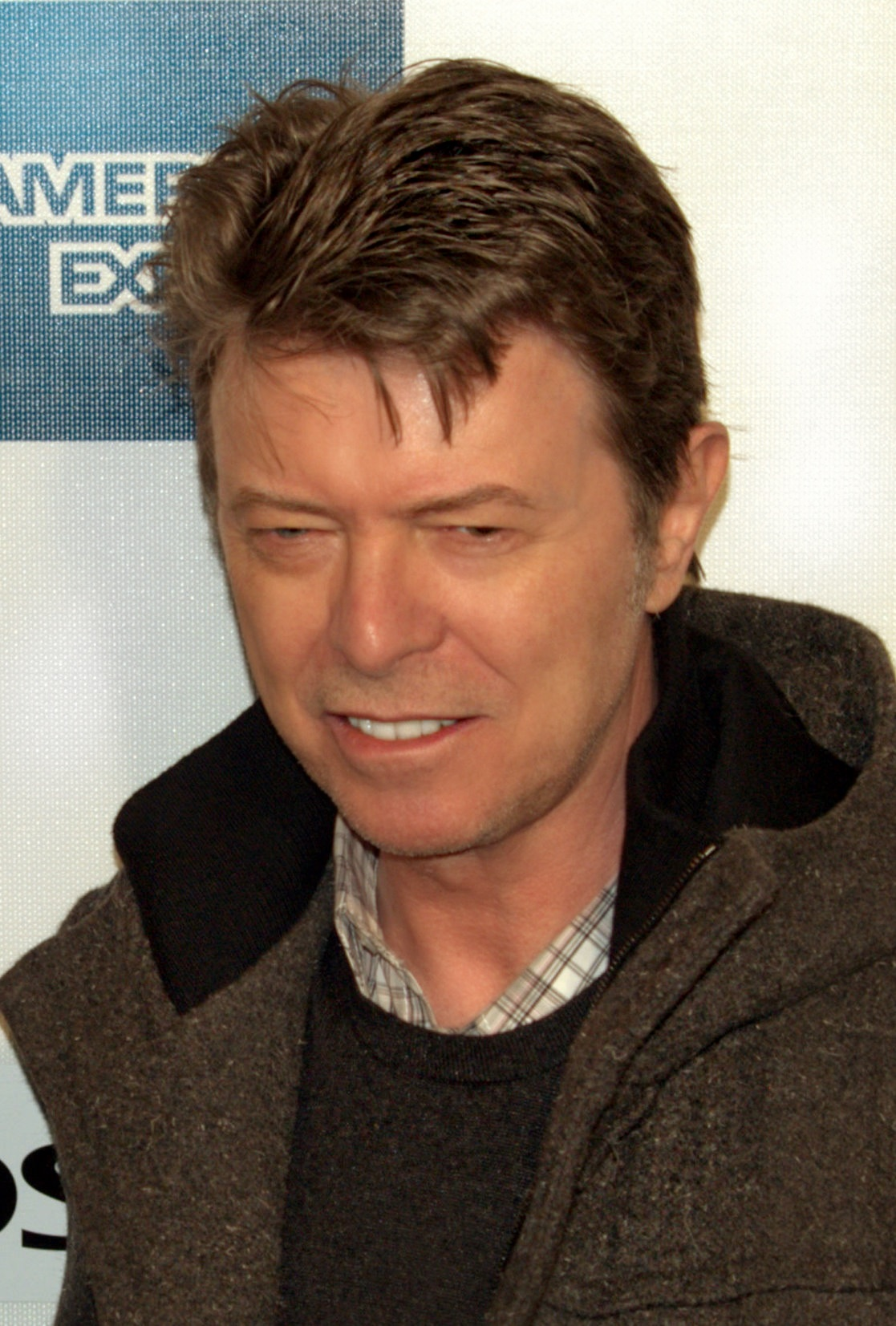
David Bowie listou Personas Sexuais entre os seus livros favoritos.

Valerie Steele escreveu: "Paglia foi atacada como uma acadêmica conservadora, em conluio com Allan Bloom e outros defensores do 'cânone ocidental', mas nenhum conservador aprovaria tão explicitamente a pornografia, a homossexualidade, e o rock and roll." O professor de literatura Robert Alter escreveu em Arion: "[S]ob aspectos puramente estilísticos, esta é uma das poucas obras de crítica completamente agradáveis escritas na língua americana nas últimas décadas". Ele chamou o livro de "imensamente ambicioso, vastamente erudito, agressivo, frequentemente ultrajante e, às vezes, deslumbrantemente brilhante". Pat Righelato concluiu: "O empreendimento teórico sincrético de Camille Paglia invocando Frazer, Freud, Nietzsche e Bloom, da antropologia à teoria da influência e à psicobiografia, é um imenso tour de force."
Gerald Gillespie chamou Personas Sexuais de "vigorosa e ampla" e escreveu sobre Paglia: "Sua paixão por seu assunto [...] irradia como um farol de esperança para a sobrevivência da herança ocidental além do atual cativeiro babilônico da academia americana." Christina Hoff Sommers escreveu em Who Stole Feminism? (1994) que Personas Sexuais deveria ter levado Paglia a ser "reconhecida como uma acadêmica excepcional, mesmo por aqueles que se opõem fortemente às suas visões fora de moda", e criticou a Women's Review of Books por chamar o livro de "extremismo maluco" e os professores feministas do Connecticut College por compará-lo ao Mein Kampf de Adolf Hitler. O estudioso clássico Bruce Thornton chamou-o de "selvagem e brilhante", acrescentando: "Mesmo quando está errada, Paglia é mais interessante do que qualquer dúzia de clérigos pós-estruturalistas".
O romancista John Updike escreveu que Personas Sexuais "parece menos uma pesquisa do que uma arenga curiosamente ornamentada. Seu estilo percussivo—uma curta frase declarativa após a outra—eventualmente cansa o leitor; sua dicção funciona não tanto para extrair os segredos dos livros, mas para martelá-los até a submissão... O leitor cansado anseia pela misericórdia de uma qualificação, uma dúvida, uma hesitação; há pouco sentido, em sua prosa incompatível, de exploração ocorrendo diante de nossos olhos, de movimentos tentativos de pensamento refletidos em uma sintaxe complexa." O jurista Richard Posner chamou Personas Sexuais de "um livro perspicaz, escrito de maneira viva, embora opinativo, irregular e muitas vezes difícil de acompanhar", e comparou-o a The Closing of the American Mind (1987), de Allan Bloom, escrevendo que ambos são exemplos de "trabalhos acadêmicos difíceis que misteriosamente tocam o coração de um público amplo". O antropólogo Melvin Konner escreveu que Personas Sexuais é "um relato poderoso do gênero conforme retratado na arte e na literatura ocidentais". Em 2013, o cantor David Bowie listou Personas Sexuais entre seus 100 livros favoritos.

#### Citações
1. ↑  Paglia, Camille (2001). «Sexual Personae: Art and Decadence from Nefertiti to Emily Dickinson» (PDF). edisciplinas.usp.br. London and New Haven: Yale University Press, Yale Nota Bene. Consultado em 21 de outubro de 2023
2. ↑  «UArts Students Want Camille Paglia Gone». The Atlantic. 1 de maio de 2019. Consultado em 27 de dezembro de 2022
3. 1 2  Kalbacker, Warren (Outubro de 1991). «20Q: Camille Paglia». Playboy
4. 1 2  «20Q: Camille Paglia» 4 ed. Gauntlet: 133. 1992
5. 1 2  Paglia, Camille (1993). Sex, Art, and American Culture: Essays. London: Penguin Books. pp. xi, xii, 111, 112, 113, 114, 115. ISBN 978-0-14-017209-6
6. ↑  «Scream of Consciousness». Wired. 1 de janeiro de 1993. Consultado em 8 de dezembro de 2022
7. ↑  Paglia, Camille (1990). Sexual Personae: Art and Decadence from Nefertiti to Emily Dickinson. London: Yale University Press. pp. xiii. ISBN 978-0-300-04396-9
8. ↑  Paglia, Camille (1990). Sexual Personae: Art and Decadence from Nefertiti to Emily Dickinson. London: Yale University Press. pp. 1–2. ISBN 978-0-300-04396-9
9. ↑  Paglia, Camile (1990). Sexual Personae: Art and Decadence from Nefertiti to Emily Dickinson. (em inglês). London: Yale University Press. 100 páginas. ISBN 978-0-300-04396-9
10. ↑  Paglia, Camille (1990). Sexual Personae: Art and Decadence from Nefertiti to Emily Dickinson. [S.l.]: Yale University Press. 247 páginas. ISBN 978-0-300-04396-9
11. ↑  Paglia, Camile (1990). Sexual Personae: Art and Decadence from Nefertiti to Emily Dickinson. [S.l.]: Yale University Press. 653 páginas. ISBN 978-0-300-04396-9
12. 1 2  Paglia, Camille (1990). Sexual Personae: Art and Decadence from Nefertiti to Emily Dickinson. London: Yale University Press. pp. vii–viii, 311, 312. ISBN 978-0-300-04396-9
13. ↑  Paglia, Camille (1990). Sexual Personae: Art and Decadence from Nefertiti to Emily Dickinson. London: Yale University Press. pp. 2, 3, 6, 24, 35, 41, 43, 46, 49, 61, 99, 115, 132, 157, 173, 187, 265, 320, 408, 448, 543. ISBN 978-0-300-04396-9
14. ↑  Paglia, Camille (1990). Sexual Personae: Art and Decadence from Nefertiti to Emily Dickinson. London: Yale University Press. p. 521. ISBN 978-0-300-04396-9
15. ↑  Sheets, Robin Ann (Outubro de 1991). «Book Reviews: Sexual Personae: Art and Decadence from Nefertiti to Emily Dickinson by Camille Paglia» 2 ed. University of Texas Press. Journal of the History of Sexuality. 2: 205–298. JSTOR 3704039
16. ↑  Ivins, Molly (Setembro–Outubro de 1991). «I Am the Cosmos» 5 ed. Foundation for National Progress. Mother Jones. 16: 8–10. Arquivado do original em 20 de março de 2013
17. ↑  Ebert, Teresa L. (Outubro de 1991). «Review: The Politics of the Outrageous» 1 ed. The Women's Review of Books. 9: 12–13. JSTOR 4021115. doi:10.2307/4021115
18. ↑  Gilbert, Sandra M. (Inverno de 1992). «Review: Freaked Out: Camille Paglia's Sexual Personae» 1 ed. Kenyon College. The Kenyon Review. 14: 158–164. JSTOR 4336635
19. ↑  Duffy, Martha (13 de janeiro de 1992). «The Bête Noire of Feminism: Camille Paglia». Time Magazine. Arquivado do original em 6 de novembro de 2012
20. ↑  Lofreda, Beth (1992). «Of Stallions and Sycophants: Camille Paglia's Sexual Personae» 30 ed. Social Text. 30: 121–124. JSTOR 466472. doi:10.2307/466472
21. ↑  Kasraie, Mary Rose (Novembro de 1993). «Book Reviews: Sexual Personae: Art and Decadence from Nefertiti to Emily Dickinson by Camille Paglia» 4 ed. South Atlantic Review. 58: 132–135. JSTOR 3201015. doi:10.2307/3201015
22. ↑  Simons, Judy (Agosto de 1994). «Book Reviews: Sexual Personae: Art and Decadence from Nefertiti to Emily Dickinson by Camille Paglia» 179 ed. The Review of English Studies. 45: 451–452. JSTOR 518881. doi:10.1093/res/XLV.179.451
23. ↑  Greer, Germaine (1996). Slip-shod sibyls: recognition, rejection and the woman poet. London: Penguin. pp. 114–116. ISBN 9780140177718
24. ↑  Booth, Alison (Inverno de 1999). «The Mother of All Cultures: Camille Paglia and Feminist Mythologies» 1 ed. Kenyon College. The Kenyon Review. 21: 27–45. JSTOR 4337811
25. ↑  Noble, Marianne (2000).  Noble, Marianne, ed. The masochistic pleasures of sentimental literature. Princeton, New Jersey: Princeton University Press. pp. 225–226. ISBN 9780691009377
26. ↑  Oppenheim, Maya (16 de dezembro de 2016). «Feminist critic Camille Paglia accuses Madonna of 'maudlin self pity' over Billboard speech». The Independent
27. ↑  Paglia, Camille (2017). Free Women, Free Men: Sex, Gender, Feminism. New York: Pantheon Books. p. xiii. ISBN 978-0-375-42477-9
28. ↑  Vendler, Helen (31 de maio de 1990). «Feminism and Literature». Nybooks.com. Consultado em 20 de janeiro de 2017
29. ↑  Vendler, Helen;  et al. (16 de agosto de 1990). «Feminism and Literature: An Exchange». Nybooks.com. Consultado em 20 de janeiro de 2017
30. ↑  Teachout, Terry (22 de julho de 1990). «Siding With the Men». The New York Times
31. 1 2  «Sexual Personae». yalepress.yale.edu. Yale University Press. ISBN 9780300043969. Arquivado do original em 8 de dezembro de 2015
32. ↑  Bloom, Harold (1992). The American religion: the emergence of the post-Christian nation. New York: Simon & Schuster. pp. 97–8. ISBN 9780671867379 [ligação inativa]
33. ↑  «"A bold, knowing, charismatic creature neither male nor female": Camille Paglia remembers a hero, David Bowie». Salon.com. 12 de janeiro de 2016. Consultado em 8 de dezembro de 2022
34. ↑  Steele, Valerie (Dezembro de 1991). «Book Reviews: Sexual Personae: Art and Decadence from Nefertiti to Emily Dickinson by Camille Paglia» 5 ed. The American Historical Review. 96: 1499–1500. JSTOR 2165287. doi:10.2307/2165287
35. ↑  Alter, Robert (Outono de 1991). «Criticism as Provocation» 3 ed. Boston University. Arion. 1: 117–124. JSTOR 20163491 Publisher's website.
36. ↑  Righelato, Pat (1992). «Book Reviews: Sexual Personae: Art and Decadence from Nefertiti to Emily Dickinson by Camille Paglia». The Yearbook of English Studies. 22: 335–337. JSTOR 3508448. doi:10.2307/3508448
37. ↑  Gillespie, Gerald (Primavera de 1993). «Book Reviews: Sexual Personae: Art and Decadence from Nefertiti to Emily Dickinson by Camille Paglia» 2 ed. Comparative Literature. 45: 180–184. JSTOR 1771438. doi:10.2307/1771438
38. ↑  Sommers, Christina Hoff (1995). Who stole feminism?: how women have betrayed women. New York: Touchstone/Simon & Schuster. p. 133. ISBN 9780684801568
39. ↑  Thornton, Bruce (1997). Eros: the myth of ancient Greek sexuality. Boulder, Colorado: Westview Press. p. 246. ISBN 9780813332260
40. ↑  Updike, John (2000). More matter: essays and criticism. New York: Fawcett Books. ISBN 9780449006283
41. ↑  Posner, Richard (2003). Public intellectuals: a study of decline. Cambridge, Massachusetts: Harvard University Press. p. 103. ISBN 9780674006331
42. ↑  Konner, Melvin (2003). The tangled wing: biological constraints on the human spirit. New York: Henry Holt and Co. p. 501. ISBN 9780805072792
43. ↑  Schaub, Michael (11 de janeiro de 2016). «Remembering David Bowie through his 100 favorite books». Los Angeles Times

Obras citadas
- Paglia, Camille (1990). Sexual Personae: Art and Decadence from Nefertiti to Emily Dickinson. London: Yale University Press. ISBN 978-0-300-04396-9